# Corpus Inscriptionum Latinarum

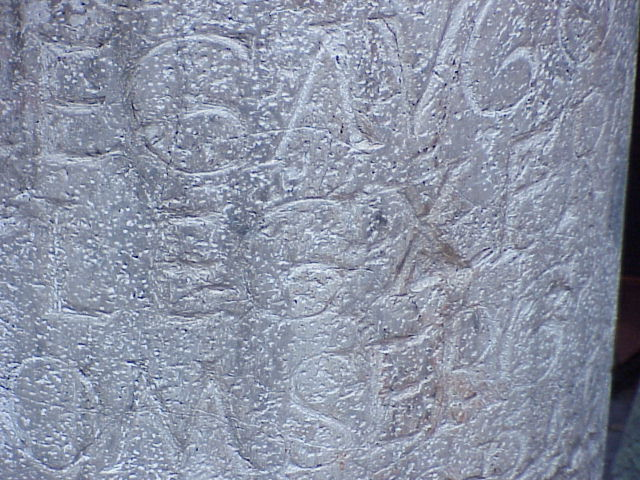
inscripción erigida en Jerusalén por la Legio X Fretensis correspondiente con: CIL III 6641 = CIL III 12080a

Corpus Inscriptionum Latinarum (citado en bibliografía y recopilaciones de fuentes como CIL) es una recopilación exhaustiva de inscripciones latinas, y algunas griegas, del mundo romano. Representa la fuente que proporciona autoridad en la documentación de la epigrafía legada por la Antigüedad clásica. Al acoger todo tipo de inscripciones, públicas y privadas, arroja luz sobre todos los aspectos de la vida y la historia de Roma.
El CIL recoge todo tipo de inscripciones latinas de todo el territorio del Imperio romano, ordenándolas geográfica y sistemáticamente. Los primeros volúmenes recopilaron y publicaron versiones autorizadas de todas las inscripciones previamente publicadas. El Corpus continúa siendo actualizado con nuevas ediciones y suplementos.
En 1847 se creó un comité en Berlín para publicar y organizar tal colección, sobre la base del trabajo de cientos de eruditos de los siglos precedentes. La principal figura del comité fue Theodor Mommsen, quien escribió varios de los volúmenes correspondientes a Italia, seguido por Emil Hübner, dedicado a la epigrafía latina de Hispania. Gran parte del trabajo suponía inspecciones personales de lugares y monumentos, con el empeño por recuperar lo más posible la información original. En los casos en que una inscripción previamente citada no se conseguía encontrar, los autores intentaban lograr una versión ajustada comparando las versiones publicadas por los que hubieran visto el original. El primer volumen apareció en 1853.
Actualmente, el CIL consta de 17 volúmenes, con 70 partes, que recogen aproximadamente 180.000 (ciento ochenta mil) inscripciones. Trece volúmenes suplementarios incluyen índices especiales. El primer volumen, en dos secciones, cubre las inscripciones más antiguas, hasta el fin de la República Romana; los volúmenes II al XIV están divididos geográficamente, según la zona donde se encontraron las inscripciones, de la siguiente manera:
- Vol. II: Inscriptiones Hispaniae
- Vol. III: Inscriptiones Asiae, Pannoniae, Illyrici, Moesiae, Macedoniae et Achaiae.
- Vol. IV: Inscriptiones Pompeianae, Herculanenses, et al.
- Vol. V: Inscriptiones Galliae Cisalpinae
- Vol. VI: Inscriptiones Vrbis Romae
- Vol. VII: Inscriptiones Britanniae
- Vol. VIII: Inscriptiones Africae
- Vol. IX: Inscriptiones Calabriae, Apuliae et al.
- Vol. X: Inscriptiones Bruttiorum, Lucaniae et al.
- Vol. XI: Inscriptiones Aemiliae, Etruriae et al
- Vol. XII: Inscriptiones Galliae Narbonensis
- Vol. XIII: Inscriptiones trium Galliarum et Germaniarum
- Vol. XIV: Inscriptiones Latii veteris et Supplementum Ostiense

El volumen XV se dedica a los instrumenta domesticum; el XVI recoge los diplomas militares; el XVII se dedica enteramente a los miliarios; el XVIII contendrá el "Carmina Latina Epigraphica". El Index Numerum: Ein Findbuch Zum Corpus Inscriptionum Latinarum se publicó en 2004.
Las descripciones incluyen imágenes de la inscripción original, si está disponible, dibujos que muestran las letras en su posición y tamaño original, y una interpretación que reconstruye las abreviaturas y partes perdidas, además de discutir cuestiones problemáticas. El idioma del CIL es el latín.
La Berlin-Brandenburgische Akademie der Wissenschaften (Academia berlinesa-brandeburguesa de las ciencias)  continúa actualizando y reeditando el CIL, habiendo comenzado por el volumen II: Hispania, de los que están disponibles los dedicados al Conventus Astigitanus, al Conventus Cordubensis, la parte meridional de la Provincia Tarraconenesis y a Tarraco, la capital del Coventus Tarraconensis, y por el volumen VI, dedicado a las inscripciones monumentales de Roma.